# Murexechinus melanurus
El dasiuro de cola negra (Murexechinus melanurus) es una especie de marsupial dasiuromorfo de la familia Dasyuridae propia de Nueva Guinea, del nivel del mar hasta los 2800 m de altitud.

## Distribución
Se encuentra en toda Nueva Guinea, incluyendo la península de Vogelkop.